# Felsőszentmárton
Felsőszentmárton (appelé notamment Martinci ou Martince) est un village et une commune du comitat de Baranya en Hongrie.

## Géographie
l est situé  à 500 m au nord de la Drave et de la frontière avec la Croatie et le long de la frontière du comté avec le comté de Šomođska, dans la partie où la Drave tourne vers l’est du flux vers le sud-est. Les localités les plus proches en Croatie sont à 3 km. Boudakovac à l’ouest, et Yourka au sud-ouest et Kapinci au sud.
Brlobaš est à 2 km au nord-ouest, Lukovišće est à 3 km au nord, Fok est à 5 km, Bogdašin est à 6 km et Markovce est à 3,5 km au nord-ouest. Križevce et Drvljance sont à 3 km à l’est-sud-est.

## Histoire
Le nom suggère que saint Martin est le saint patron de ce lieu. La plus ancienne mention de ce village date de 1235 quand il a été enregistré comme le domaine de l’évêque de Szent Márton.
Tout au long de l’histoire, il a été enregistré dans les sources hongroises sous les noms Vaskaszentmárton, Tótszentmárton, Drávaszentmárton et enfin Felsőszentmárton.